# Ritterella sigillinoides
Ritterella sigillinoides is een zakpijpensoort uit de familie van de Ritterellidae. De wetenschappelijke naam van de soort is, als Pseudodistoma sigillinoides, voor het eerst geldig gepubliceerd in 1958 door Brewin.